# Aeroportul Internațional Donețk
Aeroportul Internațional „Serghei Prokofiev” din Donețk (în ucraineană Міжнародний аеропорт „Донецьк”) (IATA: DOK, ICAO: UKCC) a fost un aeroport localizat la 10 km nord-vest de Donețk, Ucraina, care a fost distrus în 2014 în urma Conflictului armat din estul Ucrainei. El a fost construit în anii 1940-1950 și supus lucrărilor de reconstrucție în 1973 și 2011-2012. Aeroportul a fost denumit în cinstea lui Serghei Prokofiev, un compozitor din secolul al XX-lea originar din regiunea Donețk.